# Pallaviciniaceae
Pallaviciniaceae là một họ rêu trong bộ Metzgeriales.